# Dascalia sinuatipennis
Dascalia sinuatipennis är en insektsart som först beskrevs av Stsl 1859.  Dascalia sinuatipennis ingår i släktet Dascalia och familjen Flatidae. Inga underarter finns listade i Catalogue of Life.